# 自证预言
自我實現預言，或稱自证预言、自我应验预言等（英語：Self-fulfilling prophecy），是某人“預測”或期待某事的社會心理現象，而這種“預測”或期望之所以成真，只是因為該人相信或預期它會發生，並且該人的由此產生的行為與實現該信念一致。這表明人們的信念會影響他們的行為。這種現象背後的原理是，人們根據先前對該主題的了解，對人或事件產生後果。

## 概論
一個自我實現的預言，帶有實現它自己的預測。 因此，對可能的未來的預測具有決定性的影響，並且是這種未來也會發生的主要原因。一個基本機制是：人們相信預測。這就是為什麼他們以實現它的方式行事。期望和行為之間存在正反饋。與自我實現的預言相反的是自我挫敗的預言。這樣的預言會引發反應，這意味著它只是沒有實現。
環境中的三個因素可以共同影響自我實現的預言成為現實的可能性：可見跡象、感知和信念。當一種現象無法被看到時，當自我實現的預言就位時，我們所依賴的就是可見跡象。當談到自我實現的預言時，也必須區分「『無可避免的（英語：brute）和制度性的』事實」。哲學家約翰·塞爾 (John Searle) 將差異描述為“獨立於任何人類制度而存在的事實；制度性事實只能存在於制度內”。制度事實無法自我實現。例如，當地球是球形的（無可避免的）時，認為地球是平的（制度性的）的古老信念是不能自我實現的，因為地球的形狀是透過重要的（科學式）證據證明的。“特定人口中的大量人口”必須達成共識——除了制度、社會或受自然法則的約束之外，一個想法才能被視為自我實現。
自我實現的預言可以產生消極或積極的結果。可以得出結論，為某人或某事建立標籤，會顯著影響他們的感知並影響他們建立自我實現的預言。人際交流在建立這些現象以及影響標籤過程中起著重要作用。人際交往可以產生積極和消極的影響，這取決於自我實現預言的性質。少數族裔兒童對人際關係的期望或自卑感是真實錯誤信念自我實現的負面影響的例子。
社會學家W.I.Thomas和Dorothy Swaine Thomas是第一個發現這種現象的人。1928年，他們提出了托馬斯定理（或稱托馬斯格言），指出“如果該人將情況定義為真實的，那麼他們的後果就是真實的”。在社會層面上，即使是錯誤的假設，也可以根據文化部分的重要性，就什麼被認為是正確的事情達成共識，並且由於對文化的這種看法，它將成為基於社會行為的結果。如果一個人的信念透過與結果一致的行為付諸行動，那麼一個人的感知可以是“自我創造”的。以托馬斯的想法為基礎，社會學家羅伯特·K·默頓使用了“自我實現預言”一詞，將“信念或期望，無論正確或不正確，都可以帶來期望或預期的結果”這一觀點普及開來。雖然默頓因這一理論而受讚譽，因為他提出了這個概念；然而，托馬斯夫婦更早地發展了它——與哲學家卡爾·波普爾和艾倫·格沃斯 (Alan Gewirth) 一起，他們也在其作品中獨立地為這個理論背後的想法做出了貢獻，這些想法也出現在默頓之前。自我實現的預言是更普遍的正回饋現象的一個例子。
此外，吸引力法则被視為是自证预言的一種。

## 例子
这一理論最著名的實驗出自1968年羅伯特·羅森塔爾博士與Jacobson博士所完成。首先，他們給一所中學的所有學生進行智商测試，然后告诉老師一些學生的智商非常高，讓老师相信這些學生在來年的學習成績中將會飛躍成長。但事實上這些所謂的「高智商」的學生非真的高智商，而是随機抽取。因此，他們智商不見得比其余學生還高。随後的實驗結果驚人：那些被老师認為「高智商」的學生（事實跟其餘學生的智商一样）在來年的學習成績確實突飛猛進。
心理學家認為原因有可能是：
1. 老师在不知不覺中給了這些「高智商」學生更多的感情投入
2. 給了更多學習資料和讓他們研究艱深的學習内容 (differential treatment of students)[8]
3. 對於所謂高智商學生的學習，老師在不自覺中給了更多的反馈，如更挑戰性的問題[9]
4. 老師在不自覺中給了這些學生在課堂中活躍的機會[9]

## 文学中的表现

### 中国
《吕氏春秋·有始览·去尤》：“人有亡鈇者，意其邻之子：视其行步，窃鈇也；颜色，窃鈇也；言语，窃鈇也；动作态度无为而不窃鈇也。俄而掘其谷而得其鈇，他日复见其邻人之子，动作态度无似窃鈇者。”

## 算法和評分系統的表現
一些算法得出的結果，可能具有隨機性。當根據結果制定規則，會強化這個結果，成為自證預言，如信用評分系統。部分人由於某些因素比其他人更難獲得貸款，這讓他們更有可能陷入貧困的境地。同時由於信用評分，他們獲得貸款的難度也會不斷增大，使他們更為貧窮，由此反復。